# Pemphigus populicaulis
Pemphigus populicaulis är en insektsart som beskrevs av Fitch 1859. Pemphigus populicaulis ingår i släktet Pemphigus och familjen långrörsbladlöss. Inga underarter finns listade i Catalogue of Life.